# Pelegrina aeneola
Espèce
Pelegrina aeneola est une espèce d'araignées aranéomorphes de la famille des Salticidae.

## Répartition
Cette espèce se rencontre en Amérique du Nord aux États-Unis et au Canada ainsi qu'au Nord du Mexique. Elle est présente en Alaska et sa répartition semble restreinte à la partie Ouest du continent Nord américain,.

## Habitat
Cette espèce se rencontre jusqu'à plus de 1 700 m d'altitude dans les forêts de conifères et de chênes, dans les forêts de peupliers, sur les fougères des sous-bois. Elle est également présente sur les aulnes des tourbières, dans les marais et au bord des lacs ainsi que dans les maisons. Elle peut être observée sur différentes espèces de conifères comme le Pin à pignons, Pinus ponderosa, Pinus contorta, Abies grandis ou les espèces des genres Picea, Tsuga, Taxusou Pseudotsuga. Pelegrina aeneola se rencontre également sur le mélèze Larix occidentalis, sur les saules (Salix) et les cèdres du genre Calocedrus ainsi que sur les espèces du genre Ceanothus.
Pelegrina aeneola se rencontre également dans les jardins où elle semble affectionner le chèvrefeuille, les rosiers, les chênes verts et le laurier. Elle peut également être observée sur différentes herbes, arbustes et arbres comme les conifères.

## Description
Le mâle mesure de l'ordre de 4,5 mm et la femelle de l'ordre de 5,5 mm.
Le céphalothorax est modérément haut, convexe et légèrement dilaté derrière les yeux postérieurs avec les côtés presque verticaux vers l'avant et arrondis vers l'arrière.
Chez les deux sexes, trois paires d'épines sont présentes sous le tibia de la première patte et occupent un peu plus de la moitié distale. Le premier métatarse présente deux paires d'épines.

### Description du mâle

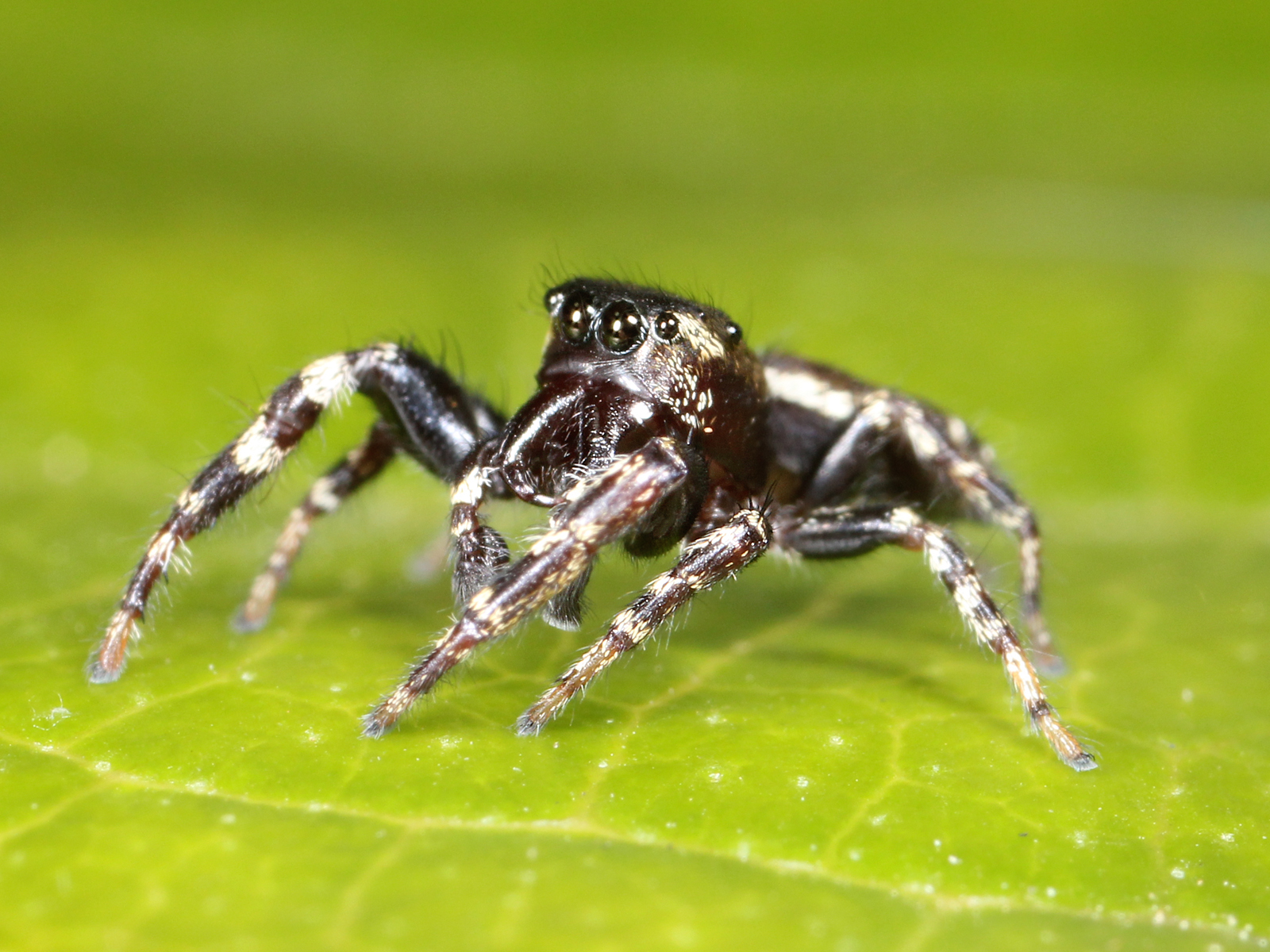
Pelegrina aeneola ♂

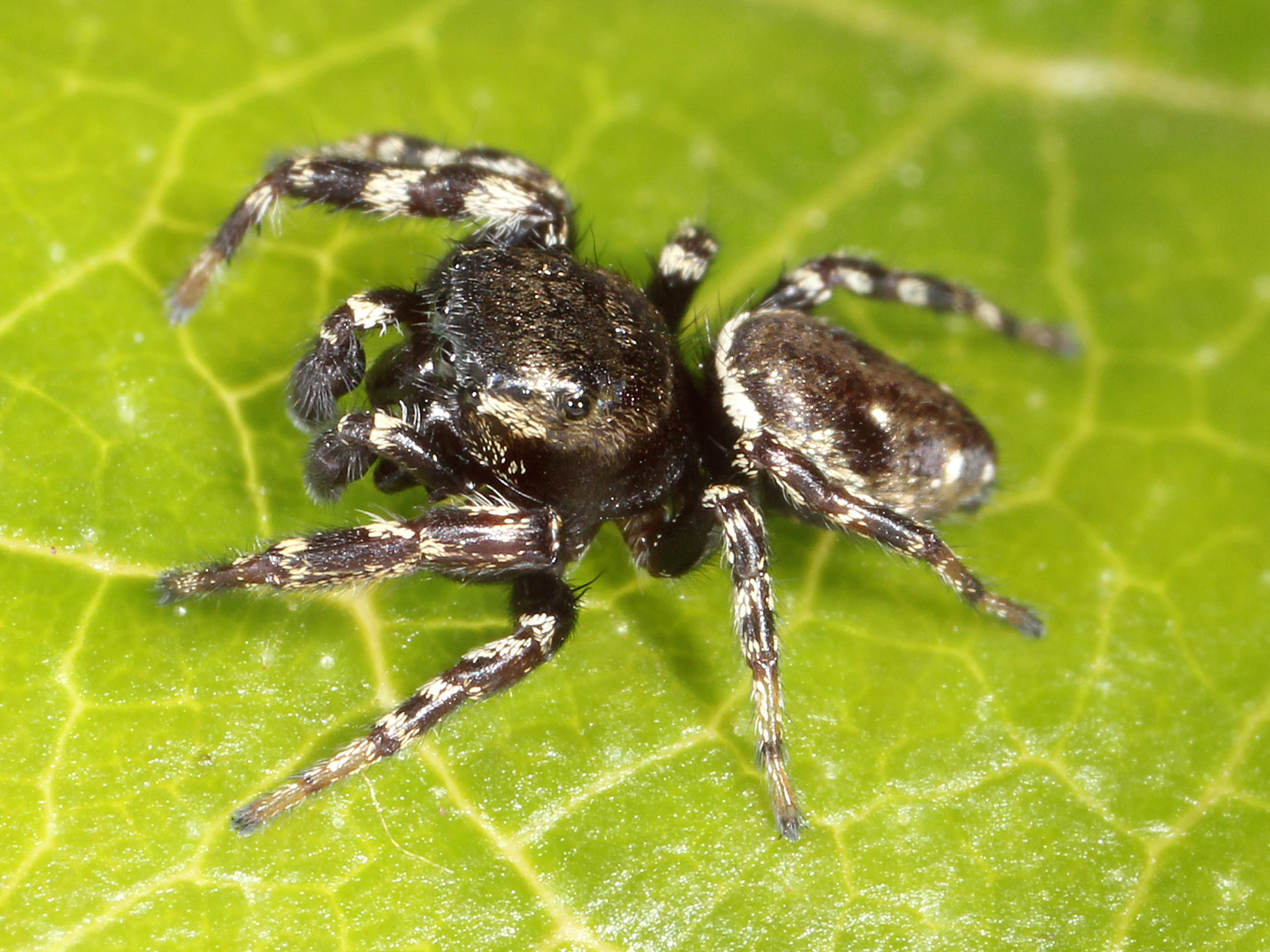
Pelegrina aeneola ♂

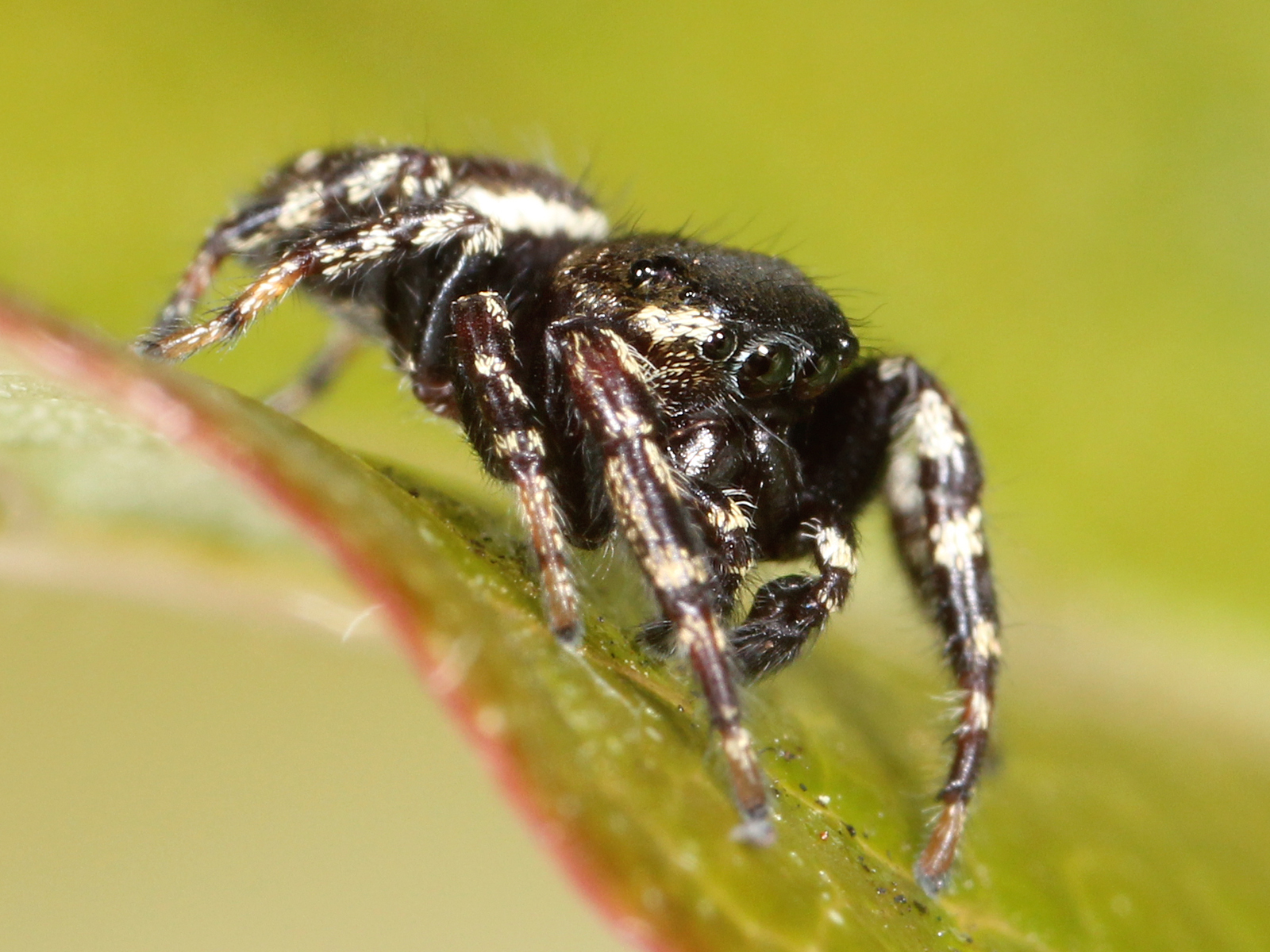
Pelegrina aeneola ♂

Chez le mâle, le céphalothorax est brun foncé, devenant noir autour des yeux et présentant des bandes blanchâtres sur les côtés. L'abdomen est brun-bronze, avec une bande basale blanche qui atteint le milieu des côtés, et a parfois, sur le dos postérieur, deux paires de barres blanches obliques alternant avec trois paires de taches foncées indistinctes. Les pattes ne sont pas distinctement annulées. Les fémurs, en particulier ceux de la première paire, sont plus foncés que les autres articles des pattes.

### Description de la femelle

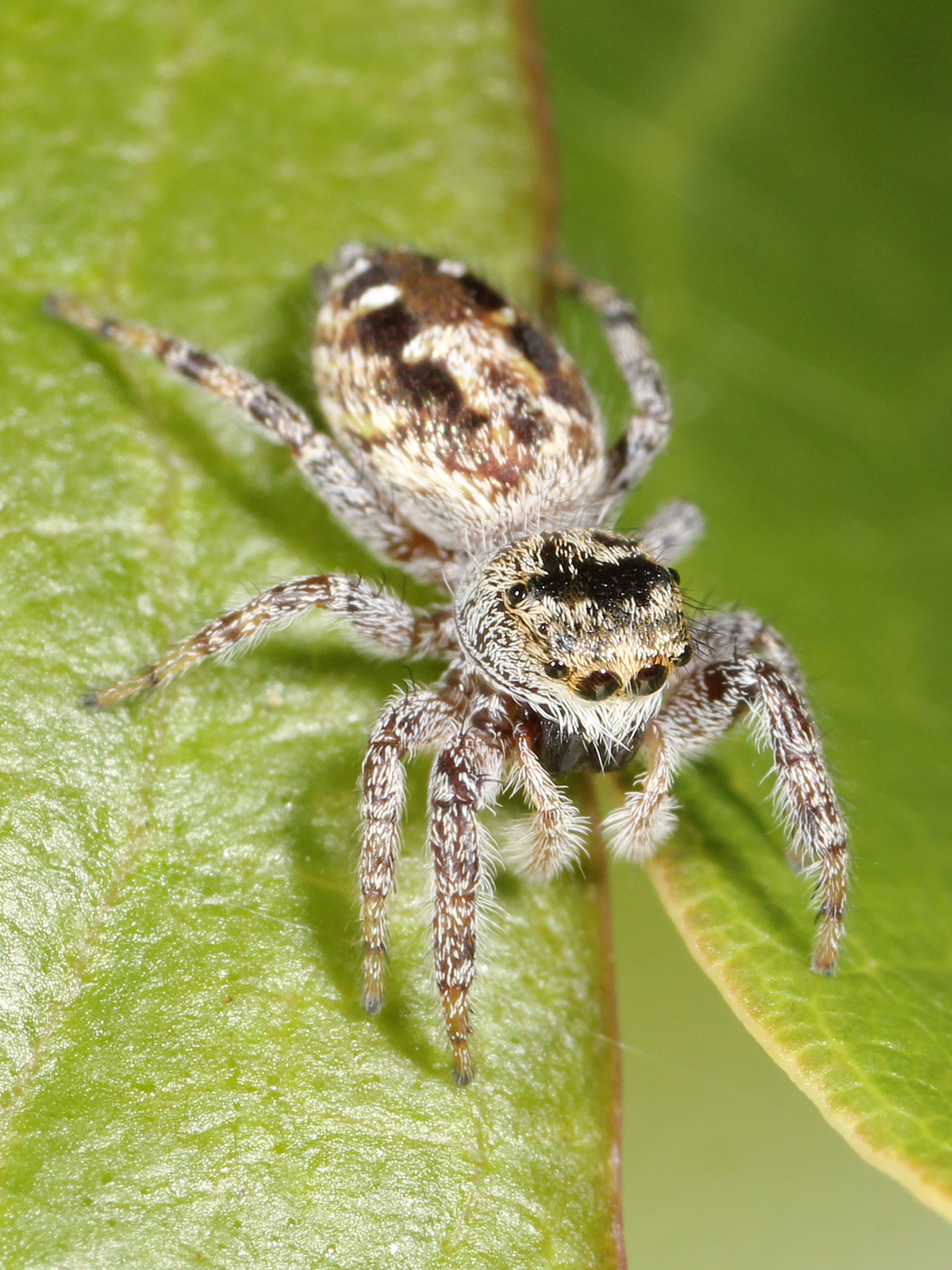
Pelegrina aeneola ♀

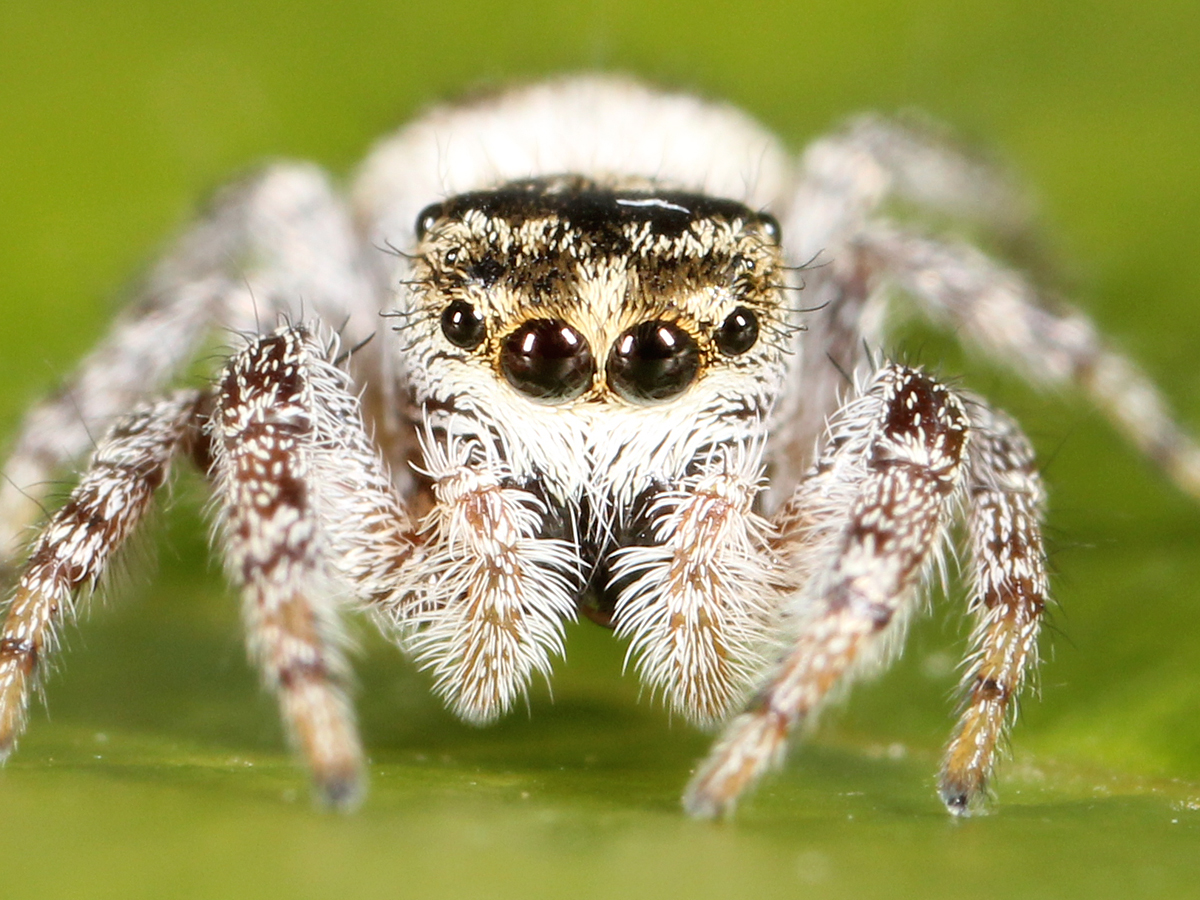
Pelegrina aeneola ♀

Chez la femelle, le céphalothorax est brun, couvert de setae grises à blanches et de couleur bronze sur la plaque céphalique. La plupart des femelles présentent une marque en T inversé sur la plaque céphalique consistant en une bande blanche de setae commençant entre les yeux médians antérieurs, procédant postérieurement, puis s'étendant latéralement derrière les plus petits yeux. L'abdomen est blanchâtre sur la base et les côtés. Le dos présente deux bandes longitudinales foncées, brisées par trois paires de barres blanches, s'étendant de l'avant du milieu jusqu'aux filières. En dehors de ces bandes, la couleur de l'abdomen est jaune. Entre ces bandes, la moitié antérieure de l'espace est remplie par un bloc de blanc, la couleur en arrière étant jaune d'or. Les pattes sont brun clair, non annelées. Le tibia de la seconde patte présente une paire d'épines sous le dessous, une autre épine plus en arrière et une épine latérale antérieure. Le ventre est pâle avec deux bandes sombres, et parfois une troisième bande au centre, moins distincte.

## Comportement
Pelegrina aeneola utilise deux feuilles rapprochées ou une feuille enroulée comme retraite.

### Prédation
Pelegrina aeneola est un prédateur bien connu des insectes défoliateurs.

### Cycle de vie
La cour du mâle Pelegrina aeneola est composée d'une succession complexe de mouvements oscillants des pattes et du corps consistant à s'accroupir.
La femelle pond une cinquantaine d’œufs jaunâtres en Mai dans un à deux cocons réalisés dans une feuille enroulée. 
Les jeunes partagent le nid jusqu'à la seconde mue puis se dispersent.

## Liste des synonymes
Selon World Spider Catalog (16/06/2018, version 19.0) :
- Dendryphantes aeneolus Curtis, 1892 (protonyme)
- Dendryphantes bifida Banks, 1895
- Dendryphantes uteanus Chamberlin & Gertsch, 1929
- Metaphidippus aeneolus Chamberlin & Ivie, 1941
- Metaphidippus uteanus Cutler, 1982

## Dénomination
L'espèce Pelegrina aeneola a été décrite par le zoologiste américain John L. Curtis en 1892 sous le protonyme Dendryphantes aeneolus.

## Publication originale
- Curtis, J. L. 1892. A new jumping spider. Zoe, 3(4): 332-337.